# Duplo-mini trampolim
Duplo trampolim é uma submodalidade da ginástica de trampolim. Na prova, o atleta antecede o salto com uma corrida e executa dois ou três (no caso de o primeiro elemento ser a vela: posição esticada) elementos técnicos, também designados por saltos, distintos sem interrupção. Em suma, considerado uma prática relativamente nova, o duplo-mini é um misto do trampolim acrobático e do tumbling: combina a corrida horizontal do tumbling com os saltos verticais do trampolim. Em uma pesquisa feita com os trampolinistas, quase 50% deles revelaram ser esta submodalidade a mais difícil de praticar no trampolim acrobático. Enquanto aparelho, o duplo-mini trampolim é composto por fitas de nylon de 13mm com 292 x 92 cm, possui proteção lateral acolchoada,  dimensões de 350 x 190 x 70 cm e proporciona impulso de salto através de suas 102 molas de aço, características estas, aprovadas pela FIG.